# Public Castration Is a Good Idea
Public Castration Is a Good Idea – album koncertowy amerykańskiego zespołu Swans, wydany w 1986 w wersji 2xLP. W 1999 nakładem Thirsty Ear ukazała się reedycja albumu na CD.
Płyta zawiera nagrania zarejestrowane w 1986 podczas koncertów w Londynie i Nottingham.

## Lista utworów
Wersja 2xLP / CD:
| Nr | Tytuł utworu       | Długość |
| -- | ------------------ | ------- |
| 1. | „Money Is Flesh”   | 12:06   |
| 2. | „Fool”             | 8:08    |
| 3. | „A Screw”          | 7:27    |
| 4. | „Anything for You” | 9:09    |
| 5. | „Coward”           | 8:33    |
| 6. | „A Hanging”        | 12:32   |
| 7. | „Stupid Child”     | 5:41    |
| 8. | „Another You”      | 10:16   |
|    |                    | 1:13:52 |

## Twórcy
- Michael Gira – śpiew
- Jarboe – instrumenty klawiszowe
- Norman Westberg – gitara elektryczna
- Algis Kizys – gitara basowa
- Ronaldo Gonzalez – perkusja
- Ted Parsons – perkusja

## A Long Slow Screw (VHS)
Część nagrań z albumu (utwory 3–6) znalazła się również na wideo zatytułowanym A Long Slow Screw, wydanym w 1986 przez K.422. Oprócz fragmentów koncertu kaseta VHS zawiera także teledysk do utworu tytułowego (będącego inną wersją utworu „A Screw” z singla A Screw).
| Nr | Tytuł utworu        | Długość |
| -- | ------------------- | ------- |
| 1. | „A Screw”           |         |
| 2. | „Anything for You”  |         |
| 3. | „Coward”            |         |
| 4. | „A Hanging”         |         |
| 5. | „A Long Slow Screw” |         |
| 6. | „Fool”              |         |